# 芝加哥嶺
芝加哥嶺（英語：Chicago Ridge）是位於美國伊利諾伊州庫克縣的一個村落。

## 地理
芝加哥嶺的座標為41°42′09″N 87°46′43″W / 41.70250°N 87.77861°W，而該地最高點為海拔高度182米（即597英尺）。

## 人口
根據2010年美國人口普查的數據，芝加哥嶺的面積為5.87平方千米，當中陸地面積為5.87平方千米，而水域面積為0.00平方千米。當地共有人口14,305人，而人口密度為每平方千米2,436人。